# هیروکاوا، فوکوئوکا
هیروکاوا، فوکوئوکا (به لاتین: Hirokawa, Fukuoka) یک منطقهٔ مسکونی در ژاپن است که در استان فوکوئوکا واقع شده‌است. هیروکاوا  ۱۹٬۹۹۹ نفر جمعیت دارد.

## خواهرخوانده
شهر سوژو خواهرخواندهٔ هیروکاوا، فوکوئوکا هست.